# Cromosoma 2

Cromátida del cromosoma 2.

El cromosoma 2 es uno de los veintitrés pares de cromosomas del cariotipo humano y uno de los veintidós autosomas. En condiciones normales, un individuo tiene dos copias de este cromosoma, uno heredado de la madre y uno del padre durante la reproducción sexual. Es el segundo cromosoma humano más grande, con una longitud de más de 242 millones de pares de bases, lo que representa casi el 8% del total del ADN en una célula humana.

## Evolución
Todos los miembros de Hominidae, salvo los humanos, tienen 24 pares de cromosomas. Los humanos tenemos solo 23 pares de cromosomas. El cromosoma 2 humano es el resultado de la fusión de dos antiguos cromosomas. La identificación de genes en cada uno de los cromosomas es obtenida por medio de diferentes métodos, lo que da lugar a pequeñas variaciones en el número de genes estimados en cada cromosoma, según el método utilizado. 
Esto se basa en:

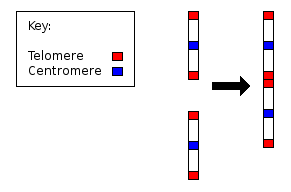
La fusión de dos cromosomas ancestrales dejó restos distintos de telómeros y un centrómero vestigial

- La correspondencia del cromosoma 2 con dos cromosomas simios. Nuestro pariente más cercano, el bonobo, tiene secuencias de ADN casi idénticas a las del cromosoma humano 2, pero se encuentran en dos cromosomas separados. Ocurre lo mismo para dos especies más lejanas como el gorila y el orangután.[7][8]
- La presencia del vestigio de estructura de centrómero. Normalmente un cromosoma tienen solo un centrómero, pero en el cromosoma 2 podemos ver restos de un segundo.[9]
- La presencia del vestigio de un telómero. Normalmente los encontraremos solo al final del cromosoma, pero en el cromosoma 2 vemos secuencias teloméricas adicionales en el centro.[10]

## Genes

### Número de genes
| Base de datos | Genes codificantes de proteínas | ADN no codificante | Pseudogenes | Fecha      | Ref.                 |
| ------------- | ------------------------------- | ------------------ | ----------- | ---------- | -------------------- |
| CCDS          | 1 211                           | --                 | --          | 26/10/2022 | [ 2 ]                |
| HGNC          | 1 212                           | 612                | 1 108       | 11/04/2025 | [ 11 ]               |
| Ensembl       | 1 300                           | 1 923              | 1 080       | 13/05/2024 | [ 12 ]               |
| UniProt       | 1 295                           | --                 | --          | 05/02/2025 | [ 13 ]               |
| NCBI          | 1 255                           | 1 463              | 1 243       | 23/08/2024 | [ 14 ] [ 15 ] [ 16 ] |

Los siguientes genes están localizados en el cromosoma 2:
- 5-HT2B receptor
- 5-Reductase
- 40S ribosomal protein S7
- 60S ribosomal protein L31
- 60S ribosomal protein L37a
- ABCA12:
- ABCG5 y ABCG8:
- AGXT:
- ALMS1: Síndrome 1 de Alstrom
- ALS2:
- BMPR2:

- COL4A3: Síndrome de Goodpasture
- COL4A4:
- COL5A2:

- HADHA:
- HADHB:
- MSH2:
- MSH6:
- NR4A2:
- OTOF:
- PAX3:
- PAX8:
- PELI1:
- SLC40A1:
- TPO:
- TBR1:

### Brazo largo (q)
- COL3A1 : Cadena alfa-1 del Colágeno tipo III.   (2q32.2)
- FN1 Fibronectina (2q34-36)

- PIK FYVE : quinasa (2q34)
- GCG Pre-proglucagón : en la posición (2q24.2)

## Enfermedades relacionadas
- Braquidactilia tipo D
- Sindactilia
- Síndrome de Alström
- Síndrome de Björnstad
- Síndrome de Lejeune
- Síndrome de Ehlers-Danlos, tipo vascular
- Síndrome de Goodpasture
- Esclerosis lateral amiotrófica
- Esclerosis lateral amiotrófica, tipo 2
- Síndrome de Gilbert
- Hemocromatosis
- Hemocromatosis, tipo 4
- Hipotiroidismo congénito
- Ictiosis arlequín
- Deleción 2q37
- Susceptibilidad al asma
- Anemia de Fanconi
- Leucoenfalopatica con desvanecimiento de sustancia blanca
- Reflejo de estornudo fotico